# Salva Ruiz
Salvador Ruiz Rodríguez (Albal, Valencia, 17 de mayo de 1995), conocido deportivamente como Salva Ruiz, es un futbolista español que juega como defensa en el Club Deportivo Castellón de la Segunda División de España.

## Trayectoria

### Valencia Mestalla
Formado en las categorías inferiores del Albal C. F. y posteriormente del Valencia Club de Fútbol, una gran cantera de producir laterales izquierdos, con 16 años, en la temporada 2011-12, ya participaba en el primer filial valencianista, el Valencia Mestalla a las órdenes de Vicente Mir en Segunda División B, coincidiendo con compañeros mayores que él como Paco Alcácer, Juan Bernat, Portu, Ángel Montoro, Rober Ibáñez y Carles Gil.
En verano de 2012 participó en la pretemporada del primer equipo dirigido por Mauricio Pellegrino, concretamente siendo titular en dos amistosos disputados ante el Eintracht Brunswick en el Eintracht-Stadion y posteriormente ante el Eintracht Fráncfort.
En la temporada 2012/13 era el lateral zurdo titular del equipo de Sergio Ventosa, complementando la banda izquierda con un joven José Luis Gayà más adelantado. Es en esta temporada, concretamente el 28 de noviembre de [2012 cuando con solo 17 años hizo su debut oficial con el primer equipo a las órdenes del técnico Mauricio Pellegrino jugando los 90' en la vuelta de los dieciseisavos de final de la Copa del Rey en Mestalla. Fue frente a la U. E. Llagostera. 

#### C. D. Tenerife
En verano de 2013 hizo de nuevo la pretemporada con el primer equipo valencianista, esta vez a las órdenes de Miroslav Djukic, pero en agosto, con 18 años, se confirmó su cesión por una temporada al Club Deportivo Tenerife de la Segunda División, entrenado por Álvaro Cervera. La idea era que progresara como futbolista en una categoría más competitiva que la Segunda B, pero participó solamente en 6 encuentros. Por este motivo a finales del mes de enero los clubes acordaron su regreso al Valencia Mestalla.

### Valencia Mestalla
A su regreso al filial valencianista fue el lateral izquierdo titular del equipo de Nico Estévez siempre que estuvo disponible, hasta el final de la temporada 2013-14. En total participó en 14 partidos con el equipo, incluyendo un duelo de la promoción de permanencia. Por otro lado también completó algunas convocatorias con el primer equipo dirigido por Juan Antonio Pizzi pero sin participar en los partidos, concretamente en tres partidos de la Liga Europa frente a Dínamo de Kiev, Ludogorets y F. C. Basilea y en la 32.ª jornada de Liga frente al Real Valladolid.
La temporada 2014-15 su compañero Gayà fue ascendido al primer equipo, y Salva quedó como único dueño del lateral izquierdo en el filial dirigido por Curro Torres, disputando 35 partidos y estrenándose como goleador marcando el 22 de febrero de 2015 en el empate 1-1 contra la U. E. Sant Andreu en el Antonio Puchades. Desde enero ya pasó (junto con su compañero Tropi) a dinámica del primer equipo a las órdenes de Nuno Espírito Santo, aunque seguiría jugando en el filial cuando no era convocado por Nuno. Fue convocado en tres ocasiones. 

#### Granada C. F.
En verano de 2015 hizo la pretemporada con el equipo valencianista pero en agosto, con 20 años, se acordó su cesión al Granada Club de Fútbol de Primera División y de José Ramón Sandoval, junto con su compañero Rober Ibáñez. Debutó en La Liga en la 1.ª jornada, el 24 de agosto, en Los Cármenes ante la S. D. Eibar, pero terminó expulsado con tarjeta roja directa por juego peligroso, No volvió a participar con el equipo hasta la 10.ª jornada en los minutos finales, y luego en dos partidos de Copa. La falta de confianza del técnico, y posteriormente de José González, sumado a una grave lesión que sufrió hizo que no disputara más partidos esa temporada.

### Valencia Mestalla
Terminada su cesión en el Granada C. F., en verano de 2016 con 21 años su vida dio un giro brusco cuando fue diagnosticado con aplasia medular, lo cual le mantuvo luchando contra esta enfermedad alejado de los terrenos de juego. Luchó contra la enfermedad y pudo superarla, y el club amplió su contrato una temporada más y le dio ficha en el Valencia Mestalla en verano de 2017.
Esa temporada 2017-18 volvió a los terrenos de juego el 18 de noviembre entrando en los minutos finales del partido contra el Club Lleida Esportiu. Participó en 4 partidos más en el mes de diciembre, actuando como central y siendo incluso capitán del equipo. 

### R. C. D. Mallorca
En enero de 2018 firmó por el Real Club Deportivo Mallorca, que militaba también en la Segunda División B aquella temporada a las órdenes del técnico Vicente Moreno. Debutó el 14 de enero ante la Peña Deportiva, en su posición natural de lateral izquierdo, y fue entrando paulatinamente en el equipo hasta disputar un total de 9 partidos, incluyendo los dos partidos de la final de la promoción de ascenso a Segunda, que ganó el equipo bermellón.
En la temporada 2018-19 en Segunda División empezó la temporada como titular indiscutible en el lateral izquierdo mallorquín de las 11 primeras jornadas, per una lesión ante U. D. Las Palmas, que en principio no parecía grave, se alargó hasta estar cuatro meses alejado de los terrenos de juego. En febrero se supo que el Valencia C. F. recuperaría al jugador a final de temporada. Regresó en la 28.ª jornada frente al Elche C. F., siendo titular. Hasta el final de la temporada participó en seis partidos más, y el equipo ascendió a Primera disputando los playoffs de ascenso.

### Valencia C. F.
En febrero de 2019 salió a la luz la intención del Valencia Club de Fútbol de recuperar a Salva al finalizar la temporada, y así lo hizo cuando en verano de 2019 se incorporó al primer equipo valencianista a las órdenes de Marcelino García Toral, participando en seis partidos amistosos, uno de ellos en el Trofeo Naranja frente al Inter de Milán. Sin embargo finalmente el técnico optó por la llegada de un lateral izquierdo con mayor experiencia como Jaume Costa, por lo que al final se acordó la salida de Salva.

### Deportivo de La Coruña
Antes de cerrar el mercado de fichajes en verano de 2019 el Deportivo de La Coruña de Segunda División cerró su incorporación para tres temporadas, guardándose el Valencia futuros derechos sobre el jugador. Debutó el 7 de septiembre en Riazor frente al Albacete Balompié y se mantuvo como titular para Juan Antonio Anquela y Luis César Sampedro hasta que tuvo una lesión muscular a mediados de noviembre. Una vez recuperado volvió a la titularidad con Fernando Vázquez, pero en enero tuvo que volver a parar su progresión al volver a tener otra lesión muscular.

### C. D. Castellón
El 24 de julio de 2021 firmó por el Club Deportivo Castellón hasta junio de 2024.

## Selección nacional
Ha sido internacional con la selección masculina española de fútbol sub-17, sub-19 y sub-20.

## Clubes
- Actualizado el 30 de mayo de 2025.[28]

| Club                         | País   | Año       | Partidos | Goles |
| ---------------------------- | ------ | --------- | -------- | ----- |
| Valencia C. F. Mestalla      | España | 2011-2013 | 45       | 1     |
| Valencia C. F.               | España | 2012-2013 | 1        | 0     |
| C. D. Tenerife (cedido)      | España | 2013-2014 | 6        | 0     |
| Valencia C. F. Mestalla      | España | 2014-2015 | 49       | 1     |
| Granada C. F. (cedido)       | España | 2015-2016 | 4        | 0     |
| Valencia C. F. Mestalla      | España | 2016-2017 | 5        | 0     |
| R. C. D. Mallorca            | España | 2018-2019 | 28       | 0     |
| Valencia C. F.               | España | 2019      | 0        | 0     |
| R. C. Deportivo de La Coruña | España | 2019-2021 | 43       | 0     |
| C. D. Castellón              | España | 2021-     | 106      | 4     |